# Gabriel Koenigs
Gabriel Xavier Paul Koenigs (Toulouse, 17 de janeiro de 1858 — Paris, 29 de outubro de 1931) foi um matemático francês. Trabalhou com análise e geometria.
Foi eleito secretário geral do comitê executivo da União Internacional de Matemática após a Primeira Guerra Mundial, e usou sua posição para excluir países com os quais a França guerreou de congressos matemáticos.
Recebeu o Prêmio Poncelet de 1913.

## Publicações
- Koenigs G. Recherches sur les intégrals de certaines équations fontionnelles. Ann. École Normale, Suppl., 1884, (3)1.
- Leçons de la'grégation classique de mathématiques. [S.l.]: A. Hermann. 1892
- Mémoire sur les lignes géodésiques. Paris: Imp. nationale. 1894
- La géométrie réglée et ses applications. [S.l.]: Gauthier-Villars. 1895[1]
- Leçons de cinématique. Paris: A. Hermann. 1897[2]
- Introduction a une théorie nouvelle des mechanismes. [S.l.]: A. Hermann. 1905